# Комары-танидериды
Комары-танидериды (лат. Tanyderidae) — семейство двукрылых.

## Описание

Жилкование крыла насекомых семейства Tanyderidae

Примитивные комары с длинными хрупкими ногами и тонким удлинённым телом. Размеры тела варьируют от 6 до 30 мм. Внешне имеют сходство с некоторыми представителями семейства комаров-долгоножек (Tipulidae), зимних комаров (Trichoceridae) и птихоптерид (Ptychopteridae). Ротовые органы укорочены, пальпы длинные. Усики 15—25-члениковые, флагелломеры простые, цилиндрические, терминальный флагелломер короче предпоследнего. Глаза с отстоящими волосками, простых глазков нет. Шейные склериты обычно удлинённые. Крылья с узрочатым рисунком из пятен и перевязей. В форме размерах и окраске крыла, часто, проявляется половой диморфизм. Радиальные жилки крыльев с пятью ветвями, достигающими края крыльев, есть также одна-две дополнительные поперечные жилки. Дискоидальная ячейка замкнута. Гениталии самцов инвертированы на 180 градусов. Гипандрий редуцирован, в виде узкого склерита, перед расширенными и слитыми друг с другом вентрально гонококситами. Эдеагус тройчатый.

## Экология
Взрослые комары встречаются висящими на растениях на участках берегов водоёмов. Самцы, иногда, собираются большими скоплениями. Личинки длиной до 22 мм с хорошо развитой головой, ведут водных и полуводный образ жизни в проточных водоёмах, встречаются на каменистом или песчаном грунте под влажной, гниющей древесиной и в отложениях других растительных остатков. Перед окукливанием личинки перемещаются в более сухие места.

## Распространение
Встречаются эти комары в Америке, Африке, Австралии, Новой Зеландии и на некоторых островах в Океании. Центром видового багатства явзяется Австралазия, где встречено более половины всех живущих ныне видов. В Палеарктике — 9 видов, из них в России на Дальнем Востоке встречаются три вида.

## Окаменелости
Окаменелые остатки представителей рода Macrochile находили в балтийском янтаре. Самые древние находки обнаружены в отложениях нижней юры Англии и Германии. Два рода и три вида известны из бирманского янтаря.

## Классификация
В семействе насчитывается 38 ныне живущих и 27 вымерших видов из 17 родов. Польским диптерологом Корнелией Скибинской было обосновано разделение семейства на два подсемейства.
- Подсемейство Nannotanyderinae Skibinska, 2016
  - †Coramus Skibinska, 2016 — верхний эоцен, балтийский янтарь
  - †Dacochile Poinar and Brown, 2004 — верхний мел, бирманский янтарь
  - †Nannotanyderus Ansorge, 1994 — нижняя (Германия) и верхняя юра (Монголия), верхний мел (Ливан)
  - Peringueyomyina Alexander, 1921 — Афротропика (Южная Африка)
- Подсемейство Tanyderinae Osten Sacken, 1879
  - Araucoderus Alexander, 1929  — Неотропика (Чили)
  - Eutanyderus Alexander, 1928  — Австралийская область (Австралия)
  - †Macrochile Loew, 1850 — верхний эоцен, балтийский янтарь
  - Mischoderus Handlirsch, 1909 — Австралийская область (Новая Зеландия)
  - Neoderus Alexander, 1928  — Неотропика (Чили)
  - Nothoderus Alexander, 1928  — Австралийская область (Австралия)
  - †Podemacrochile Krzemiński & Kania, 2013 — верхний эоцен, балтийский янтарь
  - Protanyderus Handlirsch, 1909 — Палеарктика и Ориентальная область
  - †Praemacrochile Kalugina in Kalugina & Kovalev, 1985 — юрский период (Германия, Казахстан, Россия, Монголия, Китай)
  - Protoplasa Osten-Sacken, 1859 — Неарктика
  - Radinoderus Handlirsch, 1909 — Австралийская область
  - †Similinannotanyderus Dong, Shih & Ren, 2015 — верхний мел, бирманский янтарь
  - Tanyderus  Philippi, 1865 — Неотропика (Чили)
- Incertae sedis
  - †Tanyderites Kalugina in Kalugina & Kovalev, 1985 — юрский период (Россия)